# Verticordia harveyi
Verticordia harveyi là một loài thực vật có hoa trong Họ Đào kim nương. Loài này được Benth. miêu tả khoa học đầu tiên năm 1867.